# Berthold von Stauffenberg
Pour les articles homonymes, voir Stauffenberg.
Ne doit pas être confondu avec Berthold Maria von Stauffenberg.
Berthold von Stauffenberg est un juriste et officier allemand, résistant au nazisme, né le 15 mars 1905 à Stuttgart et mort exécuté le 10 août 1944 à Berlin-Plötzensee.
Avec son frère Claus von Stauffenberg, il est complice de la tentative d’attentat contre Hitler du 20 juillet 1944. Le renversement du régime ayant échoué, il est victime de la répression qui a suivi.

## Biographie

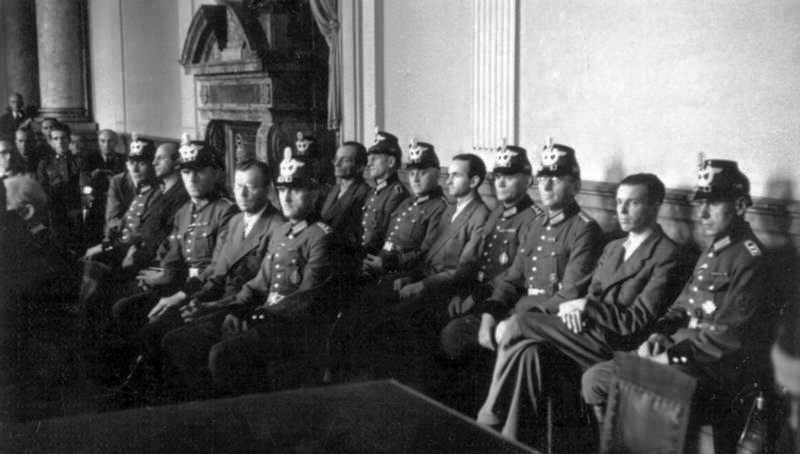
Stauffenberg, à droite entre deux policiers le 10 août 1944, avec d’autres accusés assis sur les bancs du Volksgerichtshof.

Pendant la Seconde Guerre mondiale, il est officier de la Kriegsmarine, au rang de Korvettenkapitän affecté au haut commandement de la Marine.
À l'issue d’un procès expéditif au Volksgerichtshof, dirigé par Roland Freisler le 10 août 1944, il est pendu à un croc de boucher le jour même.

## Famille
Son frère Claus von Stauffenberg a nommé son fils aîné, Berthold Maria von Stauffenberg né en 1934, en son hommage.